# Fukomys
Fukomys is een geslacht van knaagdieren uit de familie van de molratten (Bathyergidae). De leden van dit geslacht werden vroeger tot Cryptomys, maar werden op basis van genetische gegevens in een apart geslacht, Coetomys Gray 1864, geplaatst. Uit later onderzoek bleek dat Coetomys in feite een synoniem is van Cryptomys; daarom werd de nieuwe naam Fukomys voorgesteld. 

## Voorkomen
Het kerngebied van de verspreiding van dit geslacht ligt in Zambia en in aangrenzende delen van Zimbabwe en Malawi, maar in het noorden loopt het verspreidingsgebied door tot Noord-Kameroen en Zuid-Soedan en in het zuiden tot noordelijk Zuid-Afrika.

## Soorten
Er worden 16 soorten in dit geslacht geplaatst:
- Fukomys amatus (Wroughton, 1907)
- Fukomys anselli (Burda, Zima, Scharff, Macholán, & Kawalika, 1999)
- Fukomys bocagei (de Winton, 1897)
- Fukomys damarensis (Ogilby, 1838) – Damaralandmolrat
- Fukomys darlingi (O. Thomas, 1895)
- Fukomys foxi (O. Thomas, 1911)
- Fukomys hanangensis Faulkes, Mgode, E. K. Archer, & N. C. Bennett, 2017
- Fukomys ilariae Gippoliti & Amori, 2011
- Fukomys kafuensis (Burda, Zima, Scharff, Macholán, & Kawalika, 1999)
- Fukomys livingstoni Faulkes, Mgode, E. K. Archer, & N. C. Bennett, 2017
- Fukomys mechowii (W. Peters, 1881)
- Fukomys micklemi (Chubb, 1909)
- Fukomys ochraceocinereus (Heuglin, 1864)
- Fukomys vandewoestijneae Van Daele, Blondé, Stjernstedt, & Adriaens, 2013
- Fukomys whytei (O. Thomas, 1897)
- Fukomys zechi (Matschie, 1900) – Zechmolrat